# 高凝
高 𤁒（こう ぎょう、生没年不詳）は、中国の北斉の皇族。華山王。高歓の十三男。母は大爾朱氏。

## 経歴
天保元年（550年）5月に北斉が建てられると、6月に高𤁒は新平郡王に封じられた。天保9年（558年）、安定王に改封された。天保10年（559年）、華山王に封じられた。中書令・斉州刺史を歴任した。武平元年（570年）7月、太傅の位を加えられた。後に斉州で死去した。左丞相・太師・録尚書事の位を追贈された。
高𤁒の妃の王氏は、太子洗馬の王洽の娘であった。王氏は奴婢と姦通していたが、高𤁒はそのことを知っていながらやめさせることができなかった。後に発覚すると、王氏は死を賜り、高𤁒は鞭打ち100回の刑を受けた。

## 伝記資料
- 『北斉書』巻10 列伝第2
- 『北史』巻51 列伝第39